# Guillaume Tisserand-Mouton
Guillaume Tisserand-Mouton (né le 27 novembre 1986 à Chaumont) ou Guillaume Mouton (avant 2018), mieux connu sous le surnom Mouts, est un réalisateur français. Il est notamment connu pour l'émission télévisée Nus et culottés qu'il présente avec Nans Thomassey (Nans).

## Biographie
Il fait des études d'ingénieur à l'Institut national des sciences appliquées de Toulouse et y rencontre, en 2005, Nans Thomassey,. Il poursuit ses études en Suède et travaille avec le réalisateur Fred Cebron sur la série documentaire Martin autour du monde.
Il est décrit comme passionné de sport et d'écologie.
À partir de 2012, ils créent Nus et culottés, une émission co-réalisée avec Nans Thomassey et Charlène Gravel, et diffusée sur France 5. Le concept de "Nus & culottés" repose sur une idée simple mais audacieuse : partir de zéro, littéralement. Nans et Mouts débutent chaque aventure nus dans la nature, avec pour seul équipement un baluchon de fortune. Leur objectif est de rallier une destination précise, souvent lointaine, en comptant uniquement sur la bienveillance et la générosité des personnes qu'ils rencontrent en cours de route. Nus & culottés a été bien accueillie par le public et la critique, louée pour son originalité, sa fraîcheur, et les valeurs positives qu'elle véhicule. L'émission a su se démarquer par son approche atypique et touchante des voyages et des rencontres humaines.
En 2013, il écrit EcoAmerica, voyage en quête de solutions durables sur le développement durable, puis le livre de photographie et de poésie Osons la pause en 2016.
En mars 2021, ils lancent avec Nans Thomassey et Kim Pasche, le magazine papier La Tribu du Vivant, édité par Progressif media, dirigé par David Bonhomme et Thomas Ghys. Le magazine qui se qualifie ainsi : La Tribu du Vivant renoue avec un art de vivre : celui du vagabondage, celui de l’adaptabilité et du lien. En 2022, Progressif media est racheté en partie par Vivendi - Bolloré et Nans et Mouts recherchent alors un nouveau partenaire. En novembre 2023, Nans et Mouts rencontrent la maison d'édition Bayard qui s'engage à devenir le nouvel éditeur du titre. La nouvelle formule est lancée en juillet 2024 et se concentre sur la thématique du vagabondage. Le premier numéro paraitra en novembre 2024.
Il coréalise la web-série Bonjour Tandem ! avec Milan Bihlmann.